# Bartolomé Torres Naharro
Bartolomé Torres Naharro (Torre de Miguel Sesmero, Badajoz, h. 1485-h. 1520?) fue un poeta y dramaturgo español del Renacimiento. Creador e introductor de nuevas formas teatrales y poéticas, fue el primer preceptista en lengua vernácula del teatro europeo.

## Biografía
Nació en la localidad pacense de Torre de Miguel Sesmero (España), cerca de Olivenza, hacia 1485. Se cree que era de origen converso y se especula con que estudiara en Salamanca o estuviera en Sevilla, pero nada de eso está documentado; si hubiera estado en Salamanca, hubiera podido haber visto representadas algunas obras de Lucas Fernández. Sí parece ser cierto que vivió un tiempo en Valencia, pues da muestras de conocer el valenciano en su comedia Serafina; luego tuvo al parecer un tropiezo con los corsarios berberiscos, durante el cual estuvo con ellos prisionero, se dice que en Argel.
Emigró a Italia a principios de siglo XVI y llegó a Roma hacia 1508, trufada por aquel entonces de un ambiente antiespañol tras la muerte de Alejandro VI y la caída de los Borgia (o Borja). Entre 1512 y 1516 Torres Naharro se ordena sacerdote, sirve a la curia y busca por la ciudad beneficios y mecenazgo. Su primer protector fue el cardenal Giulio Zanobi di Giuliano de' Medici, hijo bastardo de Giuliano de Medici (1478-1534), muy poderoso, ya que el papa León X era su primo y él mismo llegó a ser papa con el nombre de Clemente VII. Es en su corte pontificia donde representó (y probablemente ya imprimió) sus obras antes de 1517, pues comenta asuntos de la actualidad de entonces: la batalla de Rávena (1512), la recluta de soldados para la Liga Santa (1512), la celebración de la victoria española sobre los venecianos en Vicenza (1513), el viaje de Isabella d'Este a Roma y puede que a Nápoles (1514-1515), la entrada triunfal de León X en Florencia y  Bolonia (1515), la condolencia por la muerte del Duque de Nájera (1515), la muy posible representación de la Tinelaria ante el papa (1515 o 1516), la condolencia por las muertes de Gonzalo Fernández de Córdoba y del rey Fernando el Católico (1516)... En su obra constituyó por vez primera unos principios de teoría teatral que rompen con las convenciones clasicistas y se adelanta medio siglo a dramaturgos como Juan de la Cueva o el propio Lope de Vega. Amplió la galería de personajes y fijó su número entre seis y doce (aunque en su Tinellaria hay veinte), estableció cinco jornadas, como recomendaba Horacio, y recomendó el concepto de verosimilitud para las comedias y el decoro como principio artístico que debe presidirlas: adecuación de palabras, vestimentas y gestos a la condición social e importancia de los personajes. También anticipa elementos de la comedia barroca, como la incorporación del honor a la trama, la comedia de enredos amorosos o el uso sistemático del verso octosílabo (solo usa el endecasílabo en italiano, idioma que dominaba junto al francés y el portugués). El segundo de sus protectores fue el cardenal español Bernardino López de Carvajal (1455-1523), antiguo obispo de Sigüenza y de Túsculo, que fue cubiculario del papa Sixto VI y embajador de facto de los Reyes Católicos en la curia. En esa época también compuso bastante poesía en italiano y español, a veces de fuerte contenido anticlerical. Destacan Salmo en la gloriosa victoria que los españoles ovieron contra venecianos (en memoria de la batalla de la Motta, ganada en 1513 por las fuerzas españolas); Retracto (1515), Lamentaciones de amor y Epístola recordatoria. 
Antes de 1517 se marcha de Roma a Nápoles, donde publica en ese año la Propalladia, que contiene ocho de sus comedias, bastantes de sus poesías y un importante proemio o prólogo donde teoriza sobre el teatro y divide las comedias en a noticia y a fantasía, esto es, en realistas y con tendencia a lo cómico o idealizadas, imaginativas y serias. El título responde a ser las primeras producciones poéticas ("primae res Palladis") del autor. Desde allí volvió a España. Se ignoran fecha y lugar de fallecimiento que debió de ocurrir hacia 1520 y en todo caso antes de publicarse la Aquilana en Roma, en junio de ese año o poco después, pues su corrector Fernando Merino lo tenía ya por fallecido. La fecha más temprana, frente a las hipótesis que siguiendo a Marcelino Menéndez Pelayo hablaban de una etapa sevillana y retrasaban en muchos años su muerte, se ve reforzada por el hecho de que la edición de la Propalladia de 1524 y todas las ediciones posteriores no fuesen revisadas por el autor, y además un documento notarial lo daba por fallecido ya en 1521. La Propalladia fue incluida en el Índice del Inquisidor general Fernando Valdés de 1559 y tras esa fecha solo salió una edición expurgada en Madrid en 1573. El motivo parece ser el carácter fuertemente anticlerical de algunas de sus sátiras, algunas entendidas directamente contra el papa, como se advierte en algunas de las declaraciones efectuadas en el juicio inquisitorial contra el escultor Esteban Jamete en Cuenca, que según varios de los testigos que depusieron contra él «tiene un libro de la Propaladia donde decía una copla Judas que das jubeleo penitentes ginimundo tu serás según que veo condenatus in profundo. E que este compareciente pensó que este Judas hera el papa».

## Primera preceptiva dramática en castellano
En 1517 publica en Nápoles una recopilación de sus obras dramáticas con el título de Propalladia ("Primeros dones a Palas"),  en cuyo breve "proemio"  expone Torres Naharro sus teorías dramáticas. Se trata de la primera exposición teórica importante acerca del teatro, de todo el Renacimiento europeo.

...Comedia no es otra cosa sino un artificio ingenioso de notables y finalmente alegres acontecimientos, por personas disputado. La división della en cinco actos, no solamente me paresce buena, pero mucho necesaria; aunque yo les llame jornadas, porque más parecen descansaderos que otra cosa. De donde la comedia queda mejor entendida y rescitada.

El número de las personas que se han de introducir, es mi voto que no deben ser tan pocas que parezcan la fiesta sorda, ni tantas que engendren confusión. Aunque en nuestra Comedia Tinellaria se introdujeron pasadas veinte personas, porque el sujeto della no quiso menos, el honesto número me parece que sea de seis hasta doce personas. El decoro en las comedias es como el gobernalle en la nao, el cual el buen cómico siempre debe traer ante los ojos. Es decoro una justa y decente continuación de la materia, conviene a saber: dando a cada uno lo suyo, evitar las cosas impropias; usar de todas las legítimas, de manera que el siervo no diga ni haga actos del señor, et econverso; y el lugar triste entristecello, y el alegre alegrallo, con toda la advertencia, diligencia y modo posibles, etc.

De dónde sea dicha comedia, y por qué, son tantas las opiniones, que es una confusión. Cuanto a los géneros de comedias, a mí paresce que bastarían dos para en nuestra lengua: comedia a noticia, y comedia a fantasía. A noticia se entiende de cosa nota y vista en realidad de verdad, como son Soldadesca y Tinellaria. A fantasía, de cosa fantástica o fingida que tenga color de verdad, aunque no lo sea, como son Serafina, Himena, etcétera. Partes de comedia, ansimismo, bastarían dos, scilicet: introito y argumento. Si más os paresciere que deban ser, ansí de lo uno como de lo otro, licencia se tienen para quitar y poner los discretos. Ansímismos hallarán en parte de la obra algunos vocablos italianos, especialmente en las comedias, de los cuales convino usar, habiendo respecto al lugar y a las personas a quien se recitaron. Algunos dellos he quitado, otros he dejado andar, que no son para menoscabar nuestra lengua castellana, antes la hacen más copiosa.

Su concepto de la dramaturgia mantiene muchos de los condicionantes de la comedia latina de Horacio. En síntesis, sus ideas son:
- La obra debe tener un final feliz: un artificio ingenioso de notables y finalmente alegres acontecimientos por personas disputado.
- Debe dividirse en cinco actos, a los que llama 'jornadas'.
- Ha de evitar toda impropiedad; el decoro es elemento rector del arte dramático: dar a cada uno lo suyo, evitar las cosas impropias, usar de todas las legítimas, de manera que el siervo no diga ni haga actos del señor, et e converso.
- El número de personajes ha de estar entre 6 y 12: no deben ser tan pocos que parezca fiesta sorda ni tantos que engendre confusión.

Dividió las comedias en dos tipos: «a noticia», que parten de la observación de la realidad y tratan de cosa nota y vista en realidad de verdad, y «a fantasía», de cosa fantástiga o fingida, que tenga color de verdad, aunque no lo sea. Sin embargo, a diferencia de la poética aristotélica, concibe la comedia con final feliz pero con personajes notables, como los de la tragedia (un rasgo que tendría continuidad en la comedia nueva lopesca), y, también al igual que el teatro del Siglo de Oro posterior, combinaría una trama de personajes principales con enredos y amoríos de criados y sirvientes, a imitación de La Celestina y otros precedentes del teatro humanístico o universitario. Para él la comedia puede comprender asuntos de carácter histórico (cuando muchos teóricos del Renacimiento los consideran exclusivos de la tragedia) en perfecta convivencia con los enredos inventados.
Posiblemente su influencia en la evolución posterior del teatro en España fue mucho mayor que la que tuvieron Gil Vicente o Juan del Encina. Además constituye un paso decisivo en la reintroducción del teatro clásico en España a finales de siglo XVI, con autores como Juan de la Cueva o el propio Miguel de Cervantes.

## Obras
Su obra poética y teatral, que suma un total de cuarenta y dos piezas, fue reunida en un volumen que tituló Propalladia (Nápoles, 1517). El elemento erasmista que puede encontrarse en muchas de las comedias hizo que fuera incluido en los libros prohibidos por el inquisidor don Fernando de Valdés en 1559, si bien las múltiples ediciones publicadas hasta esa fecha ya habían ejercido en el teatro de la primera mitad del s. XVI una importante influencia.
Escribió un total de catorce obras dramáticas, todas comedias, aunque con conflictos serios. En ellas demuestra un conocimiento del ser humano y una experiencia superior al del teatro de coplas de Juan del Encina o Lucas Fernández. Aparte del elemental Diálogo del Nacimiento, que aún sigue el modelo de Juan del Encina, todas ellas son de amplio desarrollo, con varios personajes y conflictos.
La métrica de sus obras es monoestrófica y pertenece a la tradición inglesa. Son frecuentes las coplas alejandrinas de pie quebrado, como la que utilizará más tarde Jaime de Huete, en cuya obra debió influir Torres Naharro. Solo en la Himenea utiliza una estrofa italianizante.
En ocasiones utiliza varias lenguas, como corresponde a los distintos orígenes de la cosmopolita población de Roma, como el portugués, el italiano o el francés. Su estilo es, en todo caso, pobre y vigoroso.
La comedia Serafina (1508) es con probabilidad su primera obra dramática. Su argumento procede del romancero, en concreto del asunto tratado en el «Romance del conde Alarcos», en la que Floristán, despechado por Serafina, pide en matrimonio a Orphea. El conflicto que plantea es el del amor con dos mujeres, pero se resuelve con la llegada de Policiano, que queda casado finalmente con Orphea, mientras que Floristán regresa al amor de Serafina, a quien se une. La comedia refleja el erasmismo de la primera mitad del siglo XVI.
Soldadesca (1510?) es una comedia "a noticia" que refleja la vida de las compañías de soldados momentos antes de embarcar para la guerra. Muestra la corrupción, la criminalidad y la bestialidad de los instintos de este colectivo. Conforma un cuadro de observación realista cuya intención es social y crítica, denunciando los abusos y la impunidad de los soldados españoles y mercenarios en Roma.
Trofea (1514?) es una comedia "a noticia" compuesta con motivo de la celebración de una embajada de Manuel el Afortunado enviada al Papa León X. A esta le debió seguir en el tiempo Jacinta (¿1514- 1515?).
Tinellaria es otra de las comedias de observación de costumbres o "a noticia". En ella encontramos una lengua macarrónica compuesta de la mezcla de varios dialectos y lenguas españolas, así como portugués, latín, italiano, francés y alemán, con motivo de la descripción de un banquete en el tinelo o comedor de los criados del palacio de un cardenal. Lo que se muestra es la mentalidad picaresca, la vida relajada y parasitaria de unas gentes que debían prestar a su señor gratitud y trabajo. La intensidad está extraordinariamente conseguida.
Himenea (1516?), considerada su mejor obra, está basada en tres actos de La Celestina. Su concepción es ya muy madura y consigue aumentar la intriga emocional hasta el clímax, que se produce cuando su protagonista, un ofendido marqués, en un precedente del tema de honra y la venganza sangrienta que será habitual en el teatro del siglo XVII, se apresta a dar muerte a su hermana Phebea. Pero en ese preciso instante, hace acto de presencia su enamorado Himeneo revelando que ya son marido y mujer y evitando la tragedia de honra. En ella se dan ya rasgos precursores del teatro del Siglo de Oro español, como los conflictos de los galanes, las escenas nocturnas llenas de equívoco y misterio, con los criados de estos galanes llenos de miedo, actuando como graciosos, y por tanto, se ha visto en ella un precedente de la comedia de capa y espada barroca.
La comedia llamada Calamita, ofrece un muy bien construido tratamiento de los mismos temas que la comedia Himenea, como ocurre también con la comedia Aquilana.